# スーパーリノ
スーパーリノ （SUPER RENO）とは2001年9月に山佐が発売したパチスロ機。

## 特徴
- サイレントストック機能を初めて搭載した。本機以前においてのストック機能とは、主にプレイヤーがストックタイムの有無を視認できる、あくまでも付加機能としての存在であった。しかし、本機ではボーナスゲーム以外が常にストックタイム中でありながら、プレイヤーに対しては通常ゲームであるかのように錯覚させる巧妙な設計であった。
- ニイガタ電子の「リノ」をモチーフとしており、同機の象徴だった5G間隔での連続ボーナス当選を実現している。5G間隔以外での連荘性も有している。
- 登場当初はメーカーからの情報が一切なく、プレイヤーやホールはもちろん、攻略雑誌も5G連荘の謎の解明ができなかった。その後内部解析によりその特殊な設計が判明した。
- リール制御はコントロール方式を採用し、スベリなどがある。
- 天井は857Gで、到達するとストックがあればボーナスを一つ放出する。
- 完全告知だが、告知方法は様々である。
- 実は4thリール（テトラリール）搭載機として扱われている。4thリールは告知ランプ部分であり、色も様々。
- 設定を変更するとボーナスのストックが消滅してしまうため、実際のボーナス確率がメーカー発表値よりも低くなりやすい傾向がある。

## 影響
発売直後からは山佐のみがサイレントストック機を出していたが、爆裂AT機の規制も影響して、他のメーカーからもサイレントストック機が発売されるようになり、4.5号機と呼ばれるほとんどのパチスロ機はサイレントストック機になり、一時代を築き上げた。

## 後継機

### スーパーリノX
翌2002年2月に後継機として「スーパーリノX」が発売された。変更点はボーナス確率の低下、レモンの払い出しが10枚から8枚に、設定変更時にストックが消滅しなくなる、の3点である。

### リノV
2002年9月にニイガタ電子名義で発売された。スーパーリノシリーズとはリール配列が異なる。特に左リールは元祖リノと同じになっており、トマト図柄が復活している。また、元祖リノと同様にボーナス後5ゲームがチャンスゾーンとなっており、ゾーン内でリプレイ以外の小役が成立すると高確率でボーナスが期待できる。中段チェリー時も約50%でボーナスにつながる。BIG確定のフリーズ演出や小役orボーナスのバウンドストップなど新演出もあった。なお、設置数は多くなかった。